# Saint-Jean-sur-Tourbe
Saint-Jean-sur-Tourbe település Franciaországban, Marne megyében. Lakosainak száma 90 fő (2022. január 1.). Saint-Jean-sur-Tourbe Somme-Tourbe, Courtémont, Hans, Laval-sur-Tourbe és Somme-Suippe községekkel határos.

## Népesség
A település népessége az elmúlt években az alábbi módon változott:
| Lakosok száma | 136  | 106  | 116  | 109  | 100  | 99   | 92   | 89   | 88   | 90   |
|               | 1968 | 1982 | 1990 | 2006 | 2013 | 2015 | 2017 | 2019 | 2020 | 2022 |